# Rudice (okres Blansko)
Obec Rudice (2. pád: Rudice) se nachází v okrese Blansko v Jihomoravském kraji. Žije zde 979 obyvatel. Rudice leží asi devět kilometrů od Blanska a asi dva kilometry od Jedovnic. Obec se nachází v pomyslném geografickém středu Moravského krasu. Přímo pod obcí protéká ponorný potok jeskyněmi Rudického propadání s nejhlubší suchou propastí v Česku. Okolí obce patří k nejromantičtějším místům v Moravském krasu.

## Název

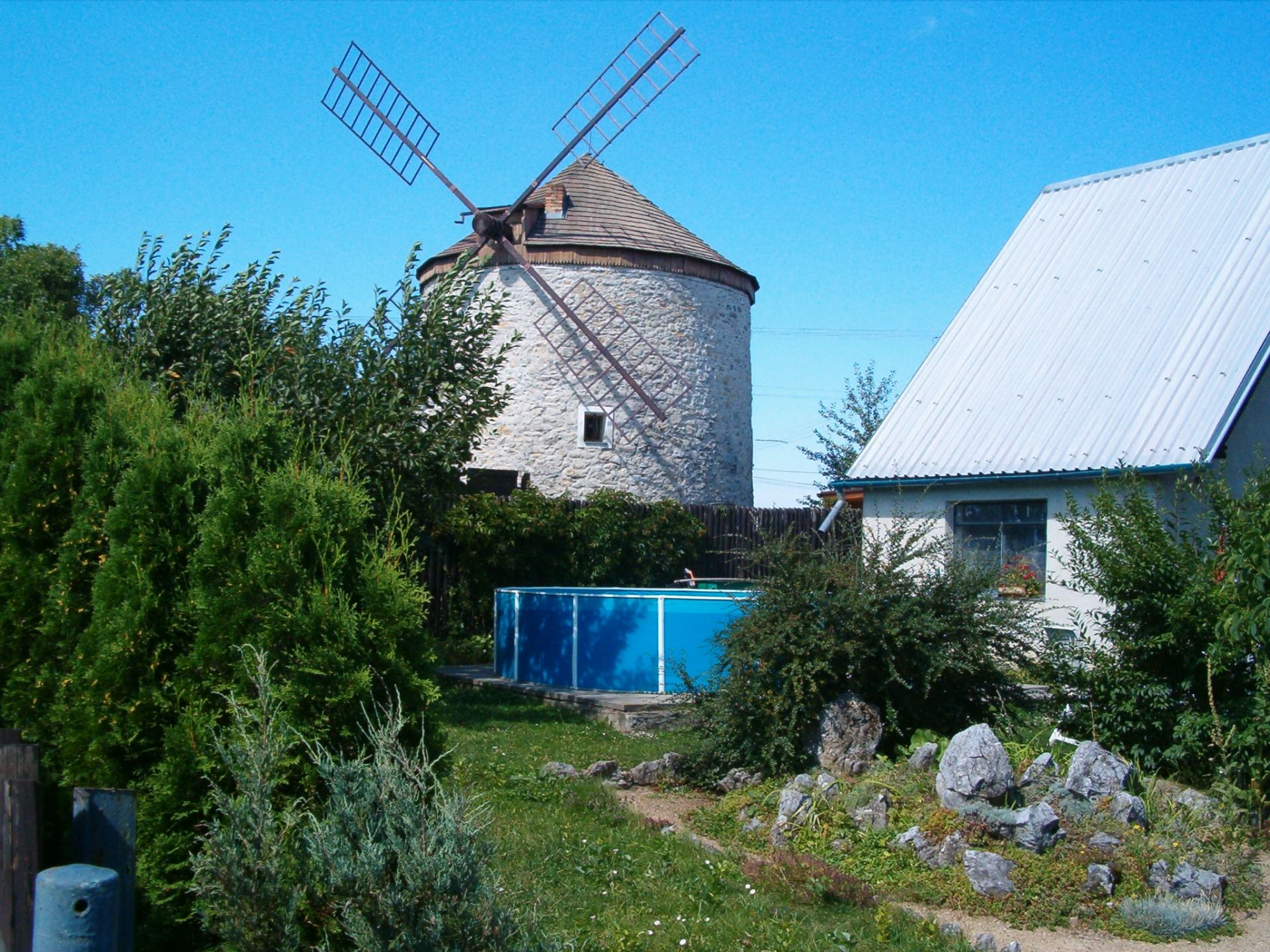
Větrný mlýn

Jméno vesnice (původně Rudica) je zpodstatnělé přídavné jméno rudá popisující železnou rudou, která se v místě těžila, zbarvenou vodu nebo půdu. V některých starých dokladech je jméno zapsáno jako pomnožné (např. 1481: k Rudicím).

## Historie
První písemná zmínka o vesnici pochází z roku 1247. Rudice byla založena jako hornická osada. V roce 1350 získal obec s tvrzí Herald z Kunštátu a Lysic. Vladyka Jakub z Rudice koupil rudický majetek roku 1414 a žil v Rudici dalších čtyřicet let. Byl také držitelem erbu, který je dnes znakem obce.
Počátkem 17. století bylo ve vsi šestnáct domů, po třicetileté válce z nich byly dva pusté. V roce 1793 šlo o 46 domů a 236 obyvatel. Roku 1900 v obci žilo 887 obyvatel.

## Obyvatelstvo
K roku 2011 se v Rudici přihlásilo k trvalému pobytu 903 osob.
| Rok            | 1869 | 1880 | 1890 | 1900 | 1910  | 1921  | 1930 | 1950 | 1961 | 1970 | 1980 | 1991 | 2001 | 2011 | 2021 |
| -------------- | ---- | ---- | ---- | ---- | ----- | ----- | ---- | ---- | ---- | ---- | ---- | ---- | ---- | ---- | ---- |
| Počet obyvatel | 687  | 773  | 843  | 887  | 1 001 | 1 010 | 918  | 947  | 998  | 938  | 882  | 793  | 824  | 824  | 961  |
| Počet domů     | 91   | 106  | 114  | 127  | 138   | 145   | 167  | 203  | 226  | 233  | 237  | 235  | 290  | 320  | 339  |

## Starostové obce po roce 1989
- Svatopluk Nezval (1990–2001) – počet získaných hlasů: 348 (1994), 382 (1998)
- Jaroslav Vaverka (2001–2006) – počet získaných hlasů: 312 (2002)
- Roman Šebela (od 2006) – počet získaných hlasů: 403 (2006), 255 (2010), 361 (2014), 373 (2018)

## Pamětihodnosti
- Salmův kříž u lesního hřbitova
- Větrný mlýn, v němž je muzeum s mineralogickou, speleologickou a horolezeckou expozicí. Kulturní a technická památka
- Jeskynní systém Rudické propadání – Býčí skála
- Skály Kolíbky
- Propast v místní části Tumperek[9]
- Pomník RAF – nový pomník byl postaven na počest třem místním občanům, účastníkům Bitvy o Británii. Byli to piloti Karel Trojáček a Karel Zouhar a palubní střelec Vincenc Kocman
- Přírodní památka Rudice – Seč – uzavřený lom v sedimentech rudických vrstev
- Kaple svatého Antonína
- Kaple svaté Barbory

Rudice je také jednou ze zastávek mezinárodního projektu Evropské cesty železa, která seznamuje návštěvníky s bohatou železářskou tradicí kraje. Je zde také sedm kilometrů dlouhá naučná stezka Jedovnické rybníky – Rudické propadání, začínající u Větrného mlýna a Geoparku.

## Společnost
Sbor dobrovolných hasičů byl založen v roce 1888. Kromě hašení požárů a technických zásahů se hasiči starají o kulturní život v obci – hasičská hudba hraje o zábavách, pořádá se pálení čarodějnic, rozsvěcení vánočního stromu, ples nebo lampionový průvod.
V roce 2020 byl ve středu vesnice dostavěn dům s pečovatelskými byty pro seniory. Bytový dům obsahuje čtrnáct upravitelných bytů pro seniory nad 65 let. Investorem a vlastníkem objektu je společnost ZT energy, projekt vznikl za podpory Ministerstva pro místní rozvoj ČR.

## Osobnosti
- Emil Matuška (1899), člen Československých legií v Itálií[11]
- Alfons Matuška (1905–1986), člen Sokola, divadelní ochotník, cvičitel psů, sběratel geod[11]
- Alois Matuška (1909–1943), strážmistr četnictva, popraven 26. srpna 1943 ve Vratislavi, údajně pro nedovolené držení zbraně[12][13]
- Karel Trojáček (1910–1966), válečný pilot[11]
- Karel Zouhar (1917–1985), válečný letec, pilot 111. britské stíhací perutě RAF[11][14]
- Vincenc Kocman (1917–1968), účastník Španělské občanské války, válečný letec, palubní radiotelegrafista–střelec a instruktor leteckých střelců u 311. československé bombardovací perutě RAF[11][15]
- Petr Pololáník (* 1946), prozaik, autor odborných knih a monografií[16][17]
- Karel Jarůšek (* 1952), fotbalista, fotbalový trenér a politik

## Fotogalerie

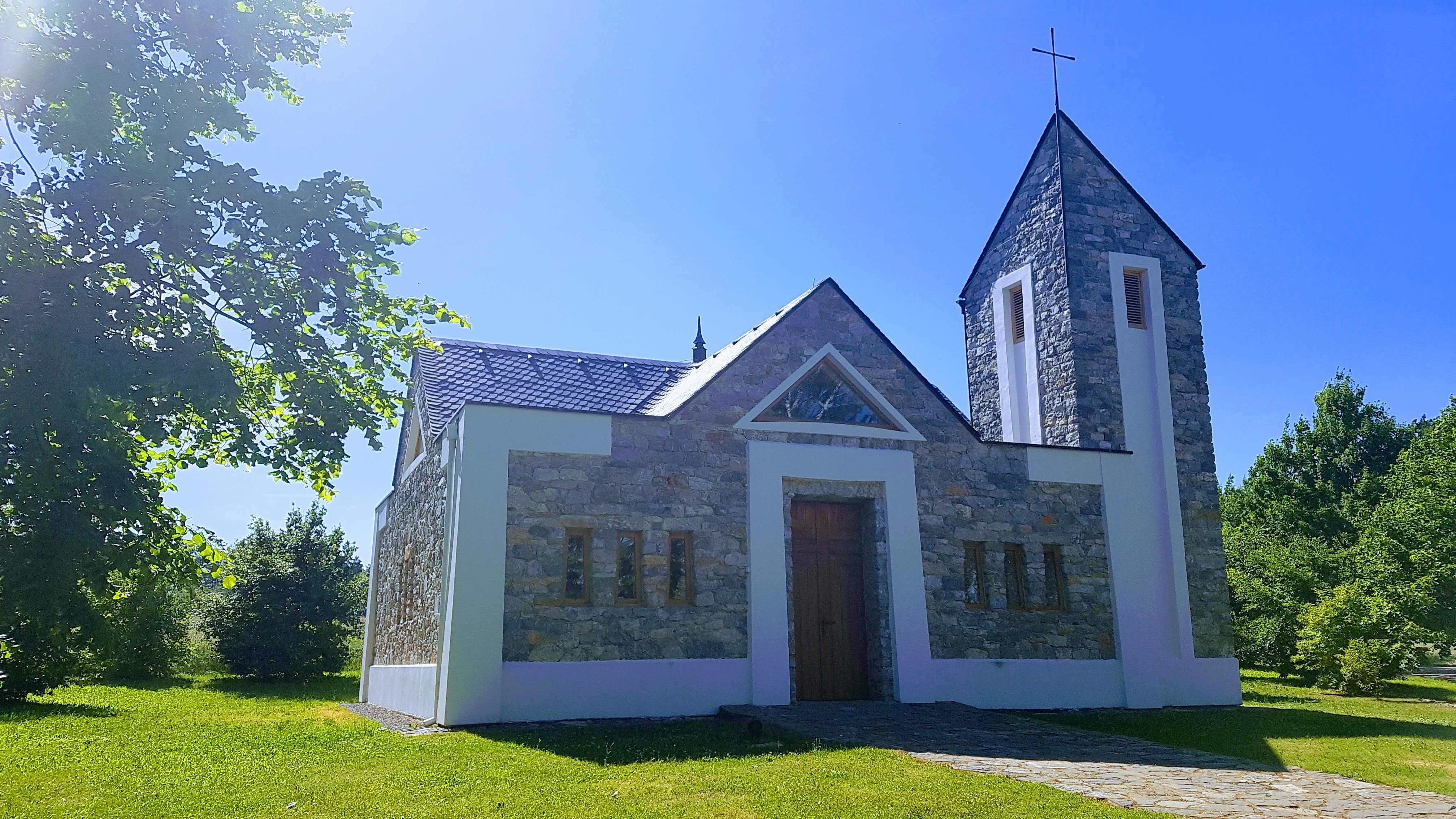
Kaple sv. Barbory
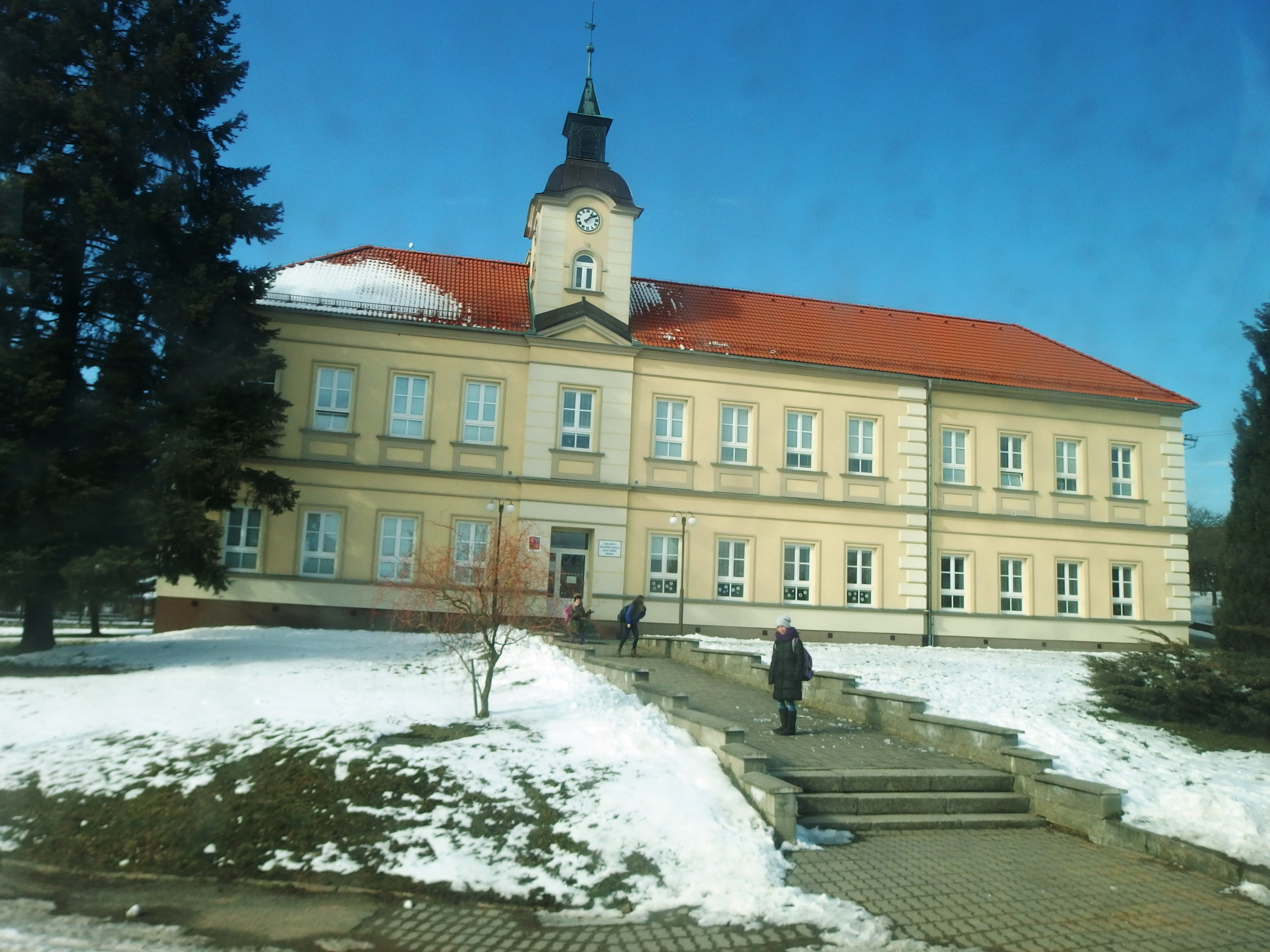
ZŠ a MŠ Hugo Sáňky
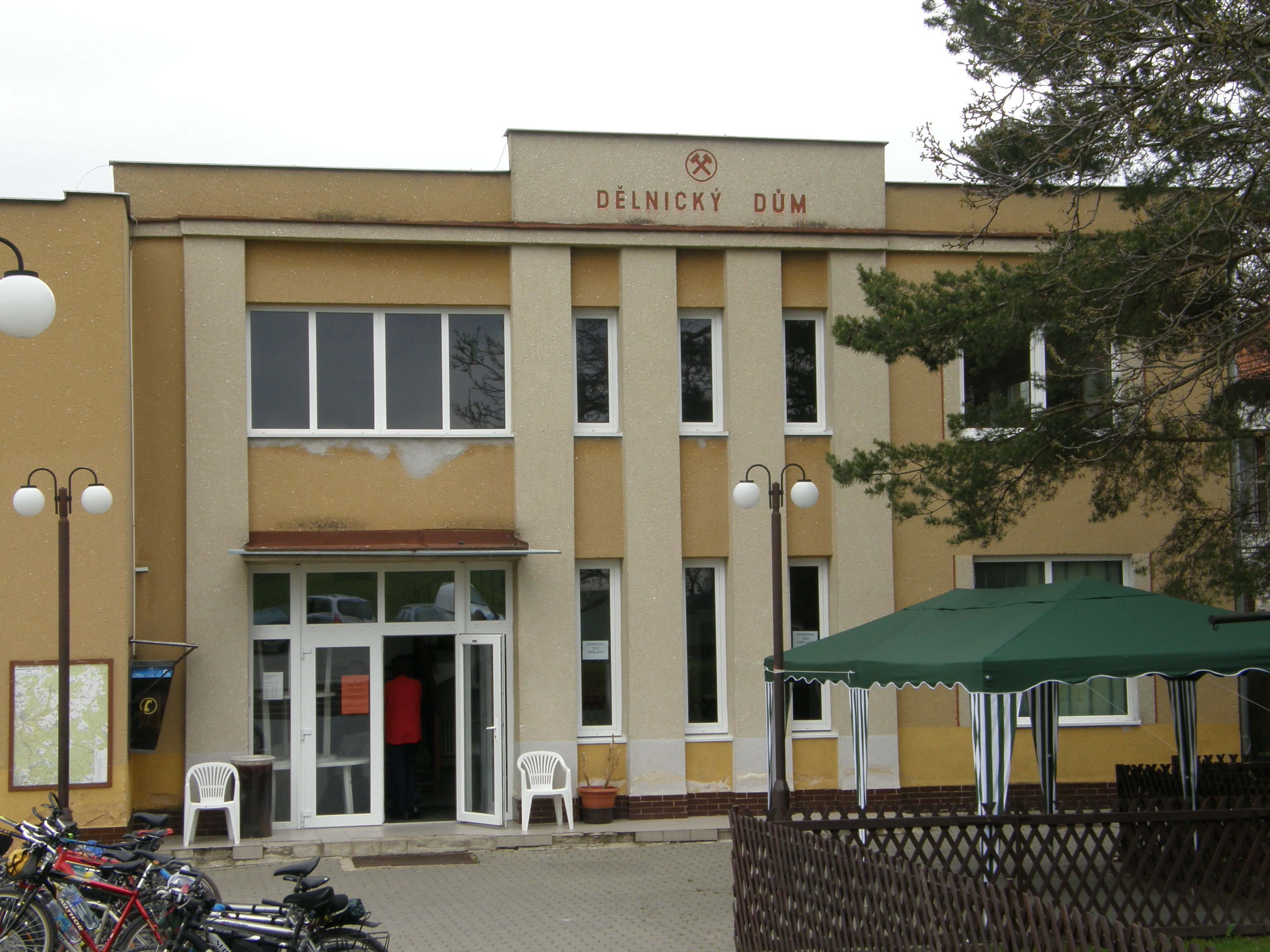
Dělnický dům
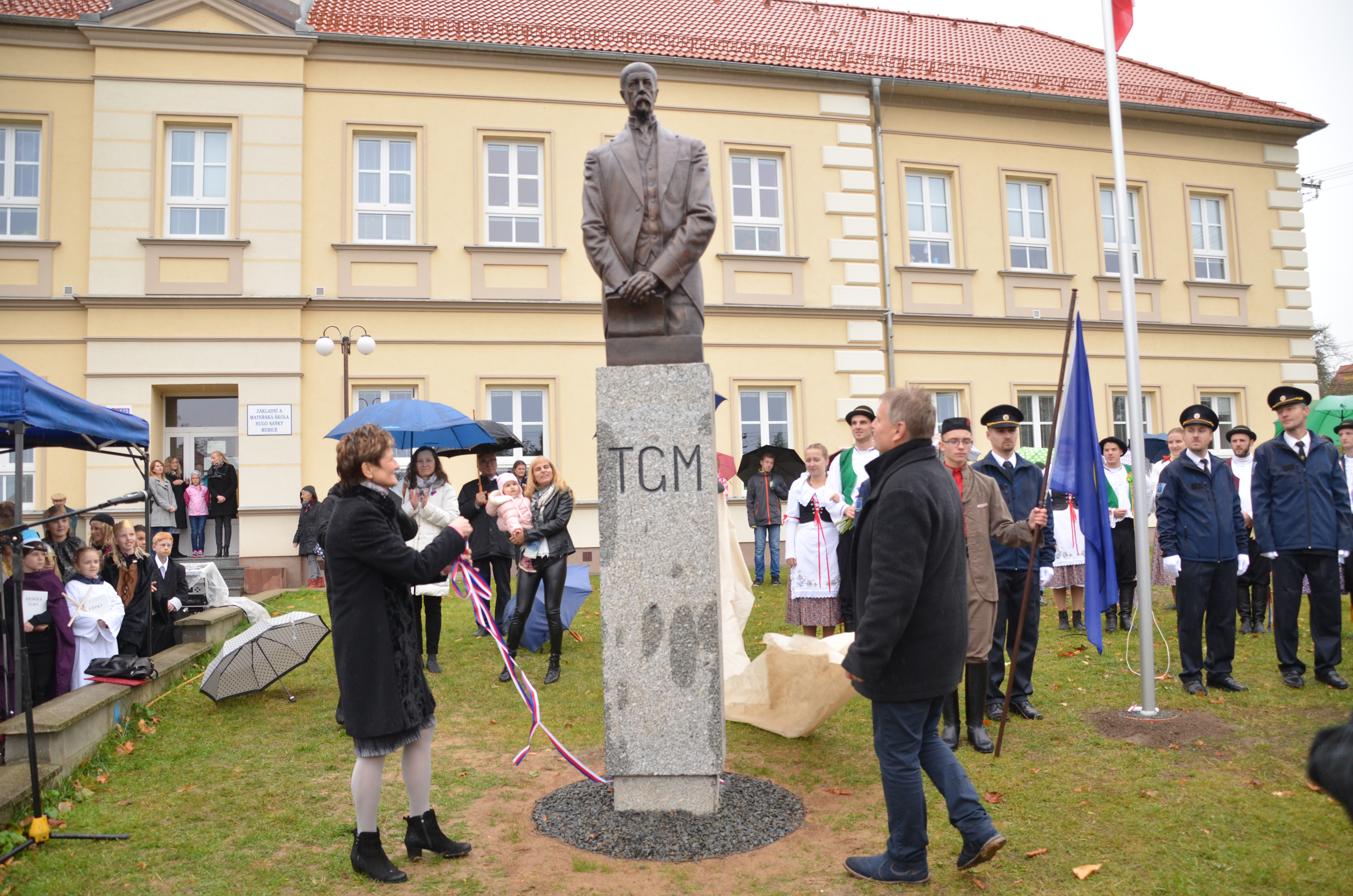
Socha TGM
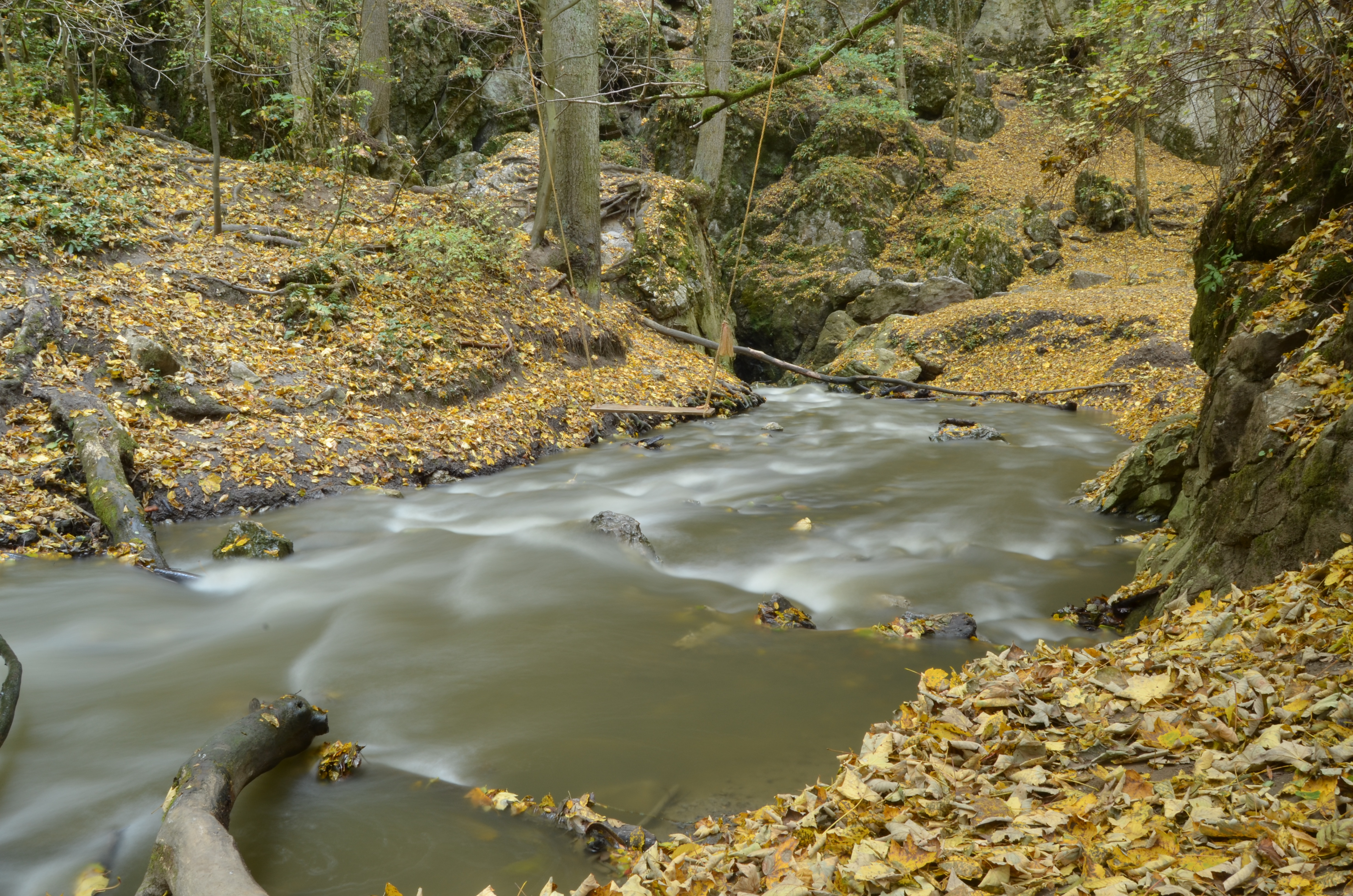
Rudické propadání